# Vidrà
Vidrà (em catalão e oficialmente) ou Vidrá (em castelhano) é um município da Espanha na comarca de Osona, província de Girona, comunidade autónoma da Catalunha. Tem 34,3 km² de área e em 2021 tinha 186 habitantes (densidade: 5,4 hab./km²).

## Demografia
| Variação demográfica do município entre 1991 e 2004[carece de fontes?] | Variação demográfica do município entre 1991 e 2004[carece de fontes?] | Variação demográfica do município entre 1991 e 2004[carece de fontes?] | Variação demográfica do município entre 1991 e 2004[carece de fontes?] |
| ---------------------------------------------------------------------- | ---------------------------------------------------------------------- | ---------------------------------------------------------------------- | ---------------------------------------------------------------------- |
| 1991                                                                   | 1996                                                                   | 2001                                                                   | 2004                                                                   |
| 171                                                                    | 172                                                                    | 163                                                                    | 162                                                                    |